# Sam Hyde

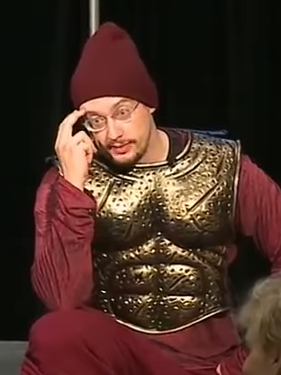
Sam Hyde, 2013 bei TEDx

Samuel Whitcomb Hyde (* 16. April 1985 in Fall River, Massachusetts) ist ein amerikanischer Comedian, YouTuber und Gründungsmitglied der Sketch-Gruppe Million Dollar Extreme (MDE). 
Größere Bekanntheit erlangte Hyde mit der Sketch-Comedy-Serie Million Dollar Extreme Presents: World Peace. Seine Comedy lässt sich als schockierender und postironischer Anti-Humor einordnen. Hyde wurde aufgrund rassistischer, antisemitischer und homophober Aussagen wiederholt vorgeworfen, der rechtsradikalen Alt-Right-Bewegung nahe zu stehen.

## Leben
Nach seinem Abschluss an der Wilton High School schrieb sich Hyde an der Carnegie Mellon Universität ein. Nach einem Jahr wechselte er an die Rhode Island School of Design, wo er 2007 sein Studium mit einem Bachelor in Filmkunst, Animation und Videotechnik abschloss. 
2009 gründete er zusammen mit Nick Rochefort und Charls Carroll die Sketch-Comedy-Gruppe Million Dollar Extreme und begann, Videos auf YouTube hochzuladen. Der Inhalt des Kanals bestand aus Pranks, Monologen von Hyde und bewusst provokativen Anti-Sketchen. Größere Aufmerksamkeit erlangte Hyde erstmals 2013, als er für einen TEDx-Vortrag an der Drexel University auftrat und die Bühne für seine Anti-Comedy nutzte. In irritierender Kostümierung trug er krude Plädoyers vor, etwa für Unterwasser-Gemüseanbau, die Auslöschung Israels und die Tötung älterer Menschen. Der Vortrag wurde in der Presse als Subversion des TED-Talk-Konzeptes gelobt. Hyde selbst erklärte, er fände TED-Talks „nicht cool“ und „selbstgefällig“.
2016 prämierte die Fernsehserie Million Dollar Extreme Presents: World Peace, bei der Hyde als Autor und Schauspieler mitwirkte, auf Adult Swim. Nachdem Vorwürfe gegen Hyde laut wurden, setzte Adult Swim die Serie nach nur einer Staffel ab. Hyde wurde eine Nähe zur rechtsextremen Alt-Right vorgeworfen und Rassismus, Sexismus und Antisemitismus vorgehalten. So hatte er etwa bei einem Auftritt homophobe Pseudowissenschaft vorgetragen und Zuschauer als „Schwuchteln“ beschimpft, um anschließend ein Video mit deren schockierten Reaktionen zu veröffentlichen. Ein anderes Video zeigte ihn, wie er bei einem Stand-Up-Auftritt rechtsextreme Verschwörungstheorien vortrug. Hyde wies die Kritik von sich und sprach von Gerüchten seitens der Medien.
2016 veröffentlichte er gemeinsam mit seinen MDE-Partnern Nick Rochefort und Charls Caroll das Buch How to BOMB the U. S. Gov't. The OFFICIAL Primo(tm) Strategy Guide to the Collapse of Western Civilization im Selbstverlag. Im Juni 2025 veröffentlichten MDE mit Million Dollar Extreme Presents: Extreme Peace auf der eigenen Webseite eine neue Sketch-Serie. 

## Hoaxes und Aktionen
Bereits vor seinem Auftritt bei TEDx trat Hyde mit Hoaxes in Erscheinung. 2012 gab er sich als Vertreter von verschiedenen Modemarken aus und interviewte Passanten in New York und Los Angeles, um die Gesprächspartner zu irritieren und zu beleidigen. 2013 gab sich Hyde zusammen mit MDE-Mitglied Nick Rochefort als Reporter eines Automagazins aus und besuchte mit einem Kamerateam eine Fahrzeugtuning-Veranstaltung, in der Absicht, sich in den Interviews über die Teilnehmer lustig zu machen. 2014 startete Hyde eine falsche Kickstarter-Kampagne, um Geld für einen sogenannten „Pony Dating Simulator“ für Bronies zu sammeln. Durch die Aktion kam ein Betrag von 4.161 US-Dollar zusammen, bevor Hyde den Spendenaufruf abbrach.

2016 besuchte Hyde eine Demonstration gegen die Präsidentschaft von Donald Trump, hielt ein Schild mit der Aufschrift „Despair“ (dt.: „Verzweiflung“) und verspottete die Teilnehmer des Protests. Im selben Jahr besuchte Hyde mit einer Gruppe von Fans die Protestveranstaltung „He Will Not Divide Us“, die vom Schauspieler Shia LaBoeouf ins Leben gerufen worden war um gegen die Präsidentschaft von Donald Trump zu demonstrieren. Hyde, der Trump unterstützte, organisierte einen Flashmob und sabotierte den Protest für einige Zeit. 

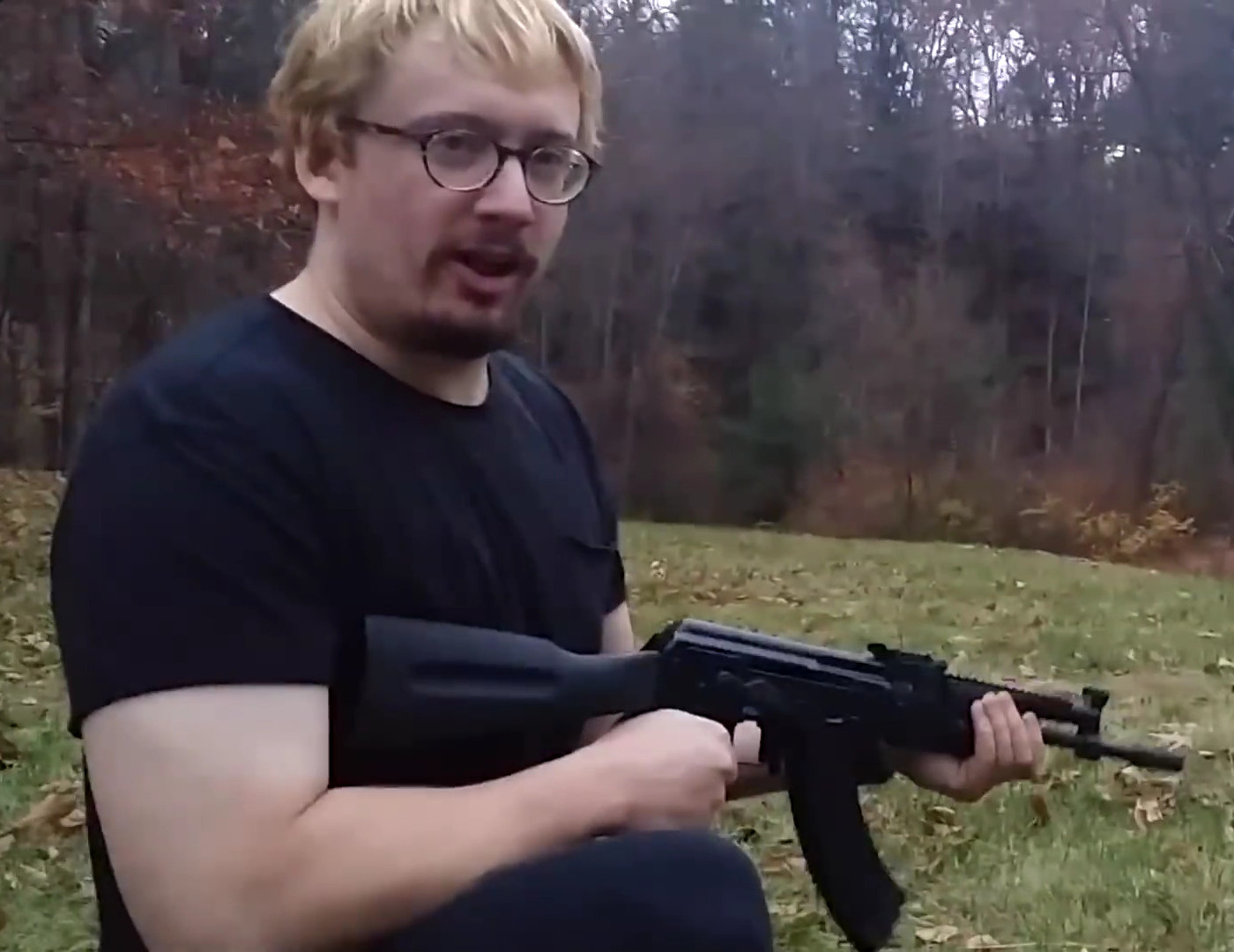
Sam Hyde, 2016. Dieses und ähnliche Fotos von Hyde wurden bei den Falschmeldungen gezeigt.

2017 spendete Hyde angeblich 5.000 US-Dollar an den Rechtsschutzfond des Rechtsextremisten Andrew Anglin, dem Gründer und Herausgeber der Neonazi-Website The Daily Stormer. Das Southern Poverty Law Center hatte Anglin verklagt, nachdem der eine Kampagne gegen eine jüdische Frau in Montana organisiert hatte. Auf Anfrage der LA Times, weshalb Hyde einem Neonazi Geld spende, fragte Hyde den Journalisten zunächst, ob dieser Jude sei und erklärte dann: „Mach dir keine Sorgen wegen des Geldes, mach dir Sorgen, ob Leute sich dazu entscheiden, Reporter zu töten. Das ist mein Zitat.“

### Falschmeldungen nach Anschlägen
Seit 2015 werden von Hydes Fans Falschmeldungen über ihn im Internet gestreut, in denen er als vermeintlicher Täter von Terroranschlägen oder Amokläufen genannt werden.  Diese Hoaxes wurden wiederholt von Nachrichtenredaktionen übernommen. Die erste Falschmeldung betraf den Amoklauf am Umpqua Community College. Hydes Bild wurde als das des angeblichen Täters verbreitet und von den Nachrichtensendern CNN und BBC News übernommen. Der Hoax wurde mehrfach wiederholt, etwa nach dem Terroranschlag in San Bernardino, den islamistischen Anschlägen in Paris 2015, dem Amoklauf von Isla Vista, dem Amoklauf in Sutherland Springs oder dem rechtsradikalen Anschlag in München 2016. 
Von der Zeitschrift Forbes auf einen der Hoaxes angesprochen, mokierte sich Hyde über die öffentliche Entrüstung und das linksliberale Bürgertum.

## Filmografie
- 2013: Birdemic 2: The Resurrection[32]
- 2013: I'm a Alien[33]
- 2013: Moms[34]
- 2013: Doctor Manslave[35]
- 2017: Smocaine

## Fernsehen
- 2016: Million Dollar Extreme Presents: World Peace
- 2025: Million Dollar Extreme Presents: Extreme Peace (Webserie)

## Buch
- 2016: Mit Charls Caroll und Nick Rochefort: How to BOMB the U. S. Gov't : The OFFICIAL Primo(tm) Strategy Guide to the Collapse of Western Civilization.